# 浦口万匯城駅
浦口万匯城駅（ほこうまんかいじょうえき）は、南京市浦口区にある、南京地下鉄の駅である。10号線と11号線が乗り入れ、両路線の接続駅となっている。

## 駅名
駅名については、事業着手当初は南京地下鉄集団は「浦口大道駅」の仮称を用いており、2012年7月に「浦口大道駅」を駅名として第一次公示され、営業開始前に駅名が「浦口万匯城駅」に決定したことが発表された。

## 歴史
- 2014年7月1日、10号線の駅として開業[2]。

## 隣の駅
南京地下鉄
■10号線
臨江駅 - 浦口万匯城駅 - 南京工業大学駅
■11号線
城南河駅 - 浦口万匯城駅 - 臨滁路駅